# Jean Diacre
Pour les articles homonymes, voir Diacre.
Jean Diacre Hymmonide (né vers 825, mort en 880) (en italien :Giovanni Diacono, ou Giovanni di Montecassino, Giovanni Imonide ; en latin : Iohannes Hymonides) est un historiographe carolingien surtout connu pour sa biographie du pape Grégoire le Grand.
Son œuvre la plus connue, Vita Gregorii Magni en quatre livres, a été rédigée à la demande du pape Jean VIII pour compléter ou nuancer les biographies précédentes des Anglo-Saxons et des Lombards. Jean Diacre rédigea également une Vita Clementis en trois livres et contribue également au Liber Pontificalis.
Il remania la Cæna Cypriani (Banquet de Cyprien), une satire anonyme en prose du IVe ou du Ve siècle attribuée plus tard à Cyprien lui-même. Cette pièce, qui raconte en usant de ficelles mnémotechniques un banquet auquel participent plusieurs personnages de la Bible, avait été remaniée une première fois par Raban Maur et présentée ainsi à Lothaire II en 855, puis lue avec succès à Rome au cours du couronnement de Charles le Chauve à la Noël de 875, mais elle se prêtait mal à l'usage scolaire. Jean Diacre la transforma en un poème de 324 vers rythmiques de quinze syllabes ; un épilogue et une dédicace de 56 vers proposent une interprétation de ce texte obscur.

## Sources
- Joseph de Ghellinck, La littérature latine au Moyen Âge, Georg Olms Verlag, 1969, 381 p. (ISBN 978-3-487-02339-7, lire en ligne), p. 129-130